# Tana Schémbori
María Rossana Schémbori Aquino, más conocida como Tana Schémbori (Asunción, Paraguay; 14 de febrero de 1970), es una productora y cineasta paraguaya. Es conocida por la película 7 cajas (2012), que dirigió junto a Juan Carlos Maneglia.

## Reseña biográfica
Licenciada en Ciencias de la Comunicación, de la Universidad Católica de Asunción (UCA).
Junto con Juan Carlos Maneglia crea Maneglia-Schémbori, productora audiovisual en 1996, y TIA (Taller Integral de Actuación) en el 2007 enfocada a la formación de actores para cine.
En agosto de 2012 estrenaron su primera película, 7 cajas, merecedora del Premio Cine en Construcción en el Festival de Cine de San Sebastián. Fue nominada a los Premios Goya de 2013 y ha obtenido más de 30 premios internacionales.
En marzo de 2015 fue elegida para presidir la Academia de Artes y Ciencias Cinematográficas del Paraguay.

## La dupla
La pasión por el audiovisual unió a Juan Carlos Maneglia y Tana Schémbori hace casi 30 años. Desde entonces, han plasmado sus nombres en la grilla de profesionales que han marcado un antes y un después en la ficción nacional. Juan Carlos Maneglia y Tana sabían que el trayecto no sería fácil en un país que no contaba con tradición audiovisual. Sin embargo, no dieron marcha atrás. Por el contrario, motivados por su pasión y convicción trabajaron paso a paso, haciendo camino en el quehacer de contar historias a través de imágenes.
En la década de los 80, Juan Carlos Maneglia quien con una visión muy particular y manipulando el vhs empieza a asombrar a todos con cortos de una calidad y relato increíbles: “Presos”, “Espejos”, “Bocetos”, “Todos conocemos el final” son algunos títulos. Director, Editor, Guionista, Camarógrafo logra a cortísima edad sus primeros premios nacionales. Un despegue prometedor que los años se encargaron de afianzar. Su talento también fue reconocido a nivel internacional, en países como España, Estados Unidos, Brasil, Argentina, Japón y Francia.
En 1991, Juan Carlos Maneglia fue becado a la Escuela de Cine en San Antonio de los Baños, Cuba, fue seleccionado para participar en el destacado y mundialmente reconocido Festival de San Sebastián, España, en la categoría de documental creativo con su cortometraje “Sobrevivencia”, y durante varios años sus cortos fueron mostrados en el Museo de Arte Moderno de New York (Moma).
Abriéndose paso en un campo minado por hombres, Tana logra un lugar importante mostrando su versatilidad: actriz, guionista, editora y directora de teatro. Desde joven, Tana se involucró en el teatro, para luego incursionar en el audiovisual, llevando el ritmo visual y cinematográfico a la mayoría de sus puestas y la experiencia en el trabajo actoral al cine. Como directora de teatro ha dirigido más de 10 obras con una línea vanguardista, “Kurusú” (2003) es una de sus principales obras, con el que gana el premio Arturo Alsina al mejor espectáculo del año. Como directora de cortos, también logró reconocimientos nacionales e internacionales, como el primer premio en la categoría ficción en el Festival de Cine “La boca del lobo”, de Madrid, en el año 2000.

## Primeros trabajos
La unión profesional de Juan Carlos Maneglia y Tana se da en 1990 cuando trabajan en la miniserie televisiva “La disputa”. Esta valiosa experiencia permitió a ambos el inicio de una fructífera carrera. Desde entonces forjaron juntos una serie de exitosos trabajos tanto para televisión como para vídeo y cine. Realizaron la trilogía “La clase de órgano” (1990), “Artefacto de primera necesidad” (1995) y “Amor basura” (2000), todos con repercusión internacional.
También la miniserie “Río de fuego” y el programa periodístico de investigación “El ojo”, que también marcaron un hito en la televisión paraguaya en los 90 y en los que Juan Carlos Maneglia y Tana fueron los creadores.
En 1999 fueron becados al New York Film Academy. Juan Carlos Maneglia dirigió allí el cortometraje “Say yes” y Tana “Extraños vecinos”. Ambos cortos fueron distribuidos por Atomfilm y representaron al Paraguay en festivales internacionales.

## Las series
Luego vinieron más cortos “Horno Ardiente”, “Tercer Timbre” así como la realización de los unitarios “La decisión de Nora”, “Villa Ko’eyu”, y “Cándida”. Estos últimos fueron el cimiento para una de las quijotadas más grandes de este dúo: crear y dirigir una serie de televisión en horario central. Surge así “González vs. Bonetti”. El éxito fue rotundo, por lo que se armó la segunda parte.
Luego vino “La Chuchi”, serie que afianzó definitivamente a la ficción en la televisión nacional. Estas series registran un invalorable crecimiento a nivel actoral y técnico, que los televidentes y auspiciantes valoraron con creces.
A mediados de este año, viendo la necesidad de seguir formando jóvenes en las artes escénicas y actorales, abrieron el Taller Integral de Actuación (TIA), donde niños, jóvenes y adultos se capacitan en actuación.
A lo largo de estos años, Juan Carlos Maneglia y Tana, con su talento y capacidad, han impulsado a otros a seguir el mismo camino. Los desafíos continúan y su fidelidad por la ficción también: El resultado de esto está plasmada en su ópera prima: “7 cajas”, merecedora del Premio Cine en Construcción del Festival de Cine de San Sebastián en el 2011, nominada a los Premios Goya 2013, ha recorrido más de 90 festivales y fue merecedora de más de 28 premios internacionales.
“7 cajas” es la película más vista en la historia del cine nacional. Ha sido estrenada en salas de cine comerciales en Estados Unidos, España, Bolivia, Brasil y Argentina.

## La productora
Creada por Juan Carlos Maneglia y Tana Schémbori, realizadores audiovisuales y licenciados en Ciencias de la Comunicación de la Universidad Católica, quienes empiezan a trabajar juntos en Alta Producciones, productora de vanguardia en los 90, allí crean y realizan programas como “El Ojo”, “Vía Libre”, y las miniseries nacionales “La disputa” y “Río de fuego”.
En 1996, se independizan y unidos por su pasión hacia la ficción forman la productora “Maneglia-Schémbori Realizadores”.
Empezaron a trabajar desde la concepción de una idea audiovisual para la venta de un producto publicitario hasta la realización de cortometrajes, series y largos meta final de la productora.
En la actualidad es una de las productoras más importantes de Paraguay y tiene tres grandes áreas de trabajo:
Servicios de producción y dirección de spots para tv, documentales e institucionales, para lo cual la productora cuenta con un equipo humano y tècnico independiente abocado a esta área.
Entre sus últimos trabajos cabe destacar el videoclip hecho para Unicef Global, contra la violencia de la mujer, protagonizado por los actores paraguayos Facundo Benegas y Laura Finestra, con el tema del mundialmente famoso grupo Moderat, "Gita", que cedió los derechos a favor de la campaña "End Violence".

## TIA
La formación: en el 2009, la productora en forma conjunta con el ministerio de educación, abren la escuela de actuación con énfasis en audiovisual: TIA (Taller integral de actuación) que tiene como objetivo la formación de actores y actrices para el cine y el audiovisual.

## La ficción
El origen de Maneglia-Schémbori es su gran pasión por el cine. En este sentido los cortos, su participación en festivales, las series y los guiones para largos, apuntan a la búsqueda de un lenguaje propio y a un cine paraguayo que los identifique.
La historia de la ficción en esta dupla tiene su principal antecedente en los cortos de Maneglia que datan de los ‘80. Algunos títulos como “Presos”, “Bocetos”, “Todos conocemos el final” y “La clase de órgano”, así como “Artefacto de primera necesidad”, codirigido por Tana Schémbori, y coproducida por Meli Peña, han representado al Paraguay en festivales en todo el mundo, obteniendo varios premios internacionales.
En 1999 realizan “Say yes” (Maneglia) y “Extraños vecinos” (Schémbori) (16 mm) producidos por la New York Film Academy y estrenados en New York.
En el 2000 estrenan “Amor basura” (35 mm), en las salas de cine de Asunción. Este corto se mantuvo en cartelera durante dos meses y medio, siendo cabecera de las principales películas de ese año.
“Horno ardiente” (16 mm, color) fue terminada poco después. Siendo el primer corto terminado en Dolby Digital 5.1

## Los unitarios
Entre el año 2000 y el 2002, crean y realizan los unitarios: “La decisión de Nora”, “Villa Ko’eyu” y “Cándida”, unitarios íntegramente nacionales producidas por PSI-PROMESA, y que en cierta forma fueron el principal antecedente de las series que le sucedieron.

## González vs Bonetti

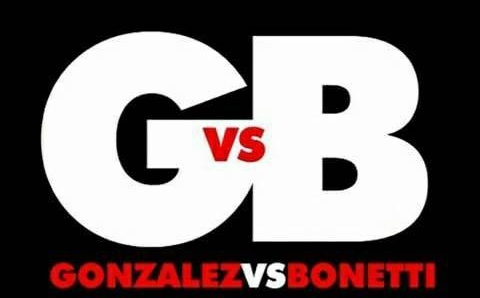
Portada de la telenovela González vs Bonetti

“González vs. Bonetti”, la novela de 13 capítulos creada por Maneglia-Schémbori, donde dos familias se enfrentan, se odian y se aman al mismo tiempo, se empezó a emitir por Telefuturo, Canal 4, en horario central, en marzo de 2005.
Tal fue el éxito de público y de crítica, que en octubre del mismo año, “GvsB: La revancha”, volvió con todo a la televisión en una segunda entrega de 13 capítulos.
“GvsB” no sólo significó una apuesta a la ficción paraguaya, a sus historias, a los actores y al talento nacional, sino que abrió camino a un nuevo mercado: el mercado de las series. Invertir en ficción se convierte en un negocio.
La novela creada y dirigida por Maneglia-Schémbori, cuenta con la participación de Tito Chamorro en el guion, así como más de una veintena de técnicos y profesionales paraguayos en la realización de la misma. La novela ha sido vendida al exterior y fue vista en canales hispanos de Estados Unidos, Canadá y Puerto Rico.

## La Chuchi
Basada en el tema popular del Maneco Galeano, “La Chuchi” se estrena en junio de 2006 y significó no solo el tercer proyecto de serie de la dupla Maneglia-Schémbori, sino también la consolidación de la ficción en la televisión nacional.
Una historia atrapante, que satiriza nuestra sociedad con humor e ironía, más popular y más paraguaya, consolida además un equipo de profesionales: técnicos, actores consagrados, noveles actores y a un grupo de guionistas que le dio una base sostenible a 26 inolvidables capítulos.
Emitida por Canal 13 en horario central, “La Chuchi” enamoró a su público y logró que la ficción tenga continuidad.

## Filmografía
- ‘‘La clase de órgano’’ (1990) con Juan Carlos Maneglia, cortometraje, 10 m.
- ‘‘Artefacto de primera necesidad’’ (1995), con Juan Carlos Maneglia, cortometraje, 11 m.
- ‘‘Vampiros en el IMA’’ (1999), con Juan Carlos Maneglia, cortometraje, 8 m.
- ‘‘Extraños vecinos’’ (1999), en Estados Unidos, cortometraje, 8 m.
- ‘‘Juan Carlos Maneglia: Retrospectiva’’ (1999), mediometraje, 35 m.
- ‘‘Villa Ko’eyu’’ (2000), con Juan Carlos Maneglia, unitario, 45 m.
- ‘‘La decisión de Nora’’ (2000), con Juan Carlos Maneglia, unitario, 30 m.
- ‘‘Amor-basura’’ (2000), con Juan Carlos Maneglia, cortometraje, 10 m.
- ‘‘La cartera’’ (2000), con Juan Carlos Maneglia, cortometraje, 5 m.
- ‘‘Tercer Timbre’’ (2001), cortometraje, 3 m.
- ‘‘Horno ardiente’’ (2002), con Juan Carlos Maneglia, cortometraje, 11 m.
- ‘‘Cándida’’ (2003), con Juan Carlos Maneglia, unitario, 55 m.
- ‘‘González vs Bonetti’’ (2005, serie, Telefuturo), con Juan Carlos Maneglia, 12 capítulos.
- ‘‘GvsB: La revancha’’ (2005, serie, Telefuturo), con Juan Carlos Maneglia, 12 capítulos.
- ‘‘La Chuchi’’ (2006, serie, Canal 13), con Juan Carlos Maneglia.
- ‘‘Out Gorda’’ (2008), con Juan Carlos Maneglia, cortometraje, 10 m.
- ‘‘7 cajas’’ (2012), con Juan Carlos Maneglia, largometraje, 110 m.
- ‘‘Moderat - Gita | #ENDviolence Against Children | UNICEF’’ (2013), con Juan Carlos Maneglia, cortometraje, 4 m.
- ‘‘Taquito Militar’’ (2015), con Juan Carlos Maneglia, videoclip de Berta Rojas, 3 m.
- ‘‘Los Buscadores’’ (2017), con Juan Carlos Maneglia, largometraje

## Premios y distinciones
Festival Internacional de Cine de San Sebastián
| Año  | Categoría                       | Película | Resultado |
| ---- | ------------------------------- | -------- | --------- |
| 2011 | Cine en construccióm            | 7 cajas  | Ganador   |
| 2012 | Premio Euskaltel de la juventud | 7 cajas  | Ganador   |